# آنو منون
آنو منون (انگلیسی: Anu Menon کارگردان و فیلم‌نامه‌نویس فیلم هندی است. او فیلم‌هایی همچون لندن، پاریس، نیویورک (۲۰۱۲) و انتظار (۲۰۱۵) را کارگردانی کرده‌است، آنو همچنین با بازیگرانی همچون نصیرالدین شاه، سوهاسینی مانیراتنام و کالکی کوچلین کار کرده‌است. او دانش‌آموخته مدرسه فیلم لندن است.

## فیلم‌شناسی
| سال  | نام فیلم                                   | نکات                                           |
| ---- | ------------------------------------------ | ---------------------------------------------- |
| ۲۰۱۲ | لندن، پاریس، نیویورک                       |                                                |
| ۲۰۱۵ | ایکس: گذشته اکنون است (X: Past Is Present) | در این فیلم با ۱۰ فیلم‌ساز دیگر همکاری کرده‌است. |
| ۲۰۱۶ | انتظار                                     |                                                |
| ۲۰۲۰ | شاکونتالا دوی                              |                                                |
| ۲۰۲۳ | انگیزه                                     |                                                |

## تلویزیون
| سال  | نام سریال                                     | پلت‌فرم                  | نکات   |
| ---- | --------------------------------------------- | ----------------------- | ------ |
| ۲۰۱۹ | چهار عکس ذیگر لطفا! (!Four More Shots Please) | آمازون پرایم ویدئو      | ۱۰ فصل |
| ۲۰۲۲ | کشتن ایو                                      | بی‌بی‌سی آمریکا بی‌بی‌سی سه | ۲ فصل  |
| ۲۰۲۳ | پادشاه زمستان                                 | ام‌جی‌ام+                 | ۲ فصل  |